# Ниигата (аэропорт)
Аэропорт Ниигата (яп. 新潟空港) (ИАТА: KIJ, ИКАО: RJSN) — аэропорт второго класса, расположенный в 6,7 км к северо-востоку от станции Ниигата в одноименной провинции, Япония.

## История
Первый аэропорт на побережье Японского моря в Японии был открыт на острове на реке Синано в 1929 году. В 1930 году аэропорт был перенесен в деревню Мацугазакахама и переименован в аэропорт Ниигата. Он был реквизирован для использования ВВС Императорской армии Японии в 1941 году и перешел под контроль ВВС США после окончания Второй мировой войны. 31 марта 1958 года аэропорт был возвращен под контроль властей Японии, после чего были возобновлены коммерческие перелеты. Международные рейсы были начаты в 1973 году: регулярные рейсы в Хабаровск и аэропорт Ниигаты исторически стал важными воротами для перевозок в Россию и из России, которые, помимо других целей, использовались для экспорта сельскохозяйственной продукции из района Ниигаты в Россию; однако с зимы 2010 года количество рейсов было сокращено, поскольку в международном аэропорту Нарита появилось больше мест для полетов в Россию.
Весной 2012 года в аэропорту произошло несколько крупных расширений маршрутной сети, когда China Eastern Airlines, Fuji Dream Airlines и All Nippon Airways объявили о выполнении рейсов в Шанхай, Нагою и Нариту соответственно.

## Авиакомпании и направления
Следующие авиакомпании выполняют рейсы из аэропорта Ниигаты:

## Наземный транспорт
Регулярные автобусы курсируют до станции Ниигата каждые 20 минут и в значительной степени субсидируются властями префектуры. Аэропорт Ниигаты в настоящее время не имеет прямого железнодорожного доступа, хотя региональные власти провели исследования, направленные на потенциальное продление скоростной железнодорожной линии Дзёэцу Синкансэн или других близлежащих обычных железнодорожных линий до аэропорта.